# Tripteroides aeneus
Tripteroides aeneus är en tvåvingeart som först beskrevs av Edwards 1921.  Tripteroides aeneus ingår i släktet Tripteroides och familjen stickmyggor. Inga underarter finns listade i Catalogue of Life.